# 神奇女郎 (电视剧)
《神奇女俠》（英語：Wonder Woman），第2季與第3季稱為《神奇女俠新冒險》（The New Adventures of Wonder Woman），是一部美国1970年代超级女英雄题材经典电视剧集，改编自同名漫画，美国小姐琳达·卡特主演。

## 演員

### 主要
- 琳達·卡特 飾演 戴安娜公主 / 神力女超人

此角色的版本是電視連續劇“神力女超人”的延續，並且是戴安娜·普林斯/神力女超人的改編作品。最初的角色是由威廉·莫爾頓·馬斯頓（William Moulton Marston）和哈里·彼得（Harry G. Peter）創造的，並首次出現在《全明星漫畫》（All-Star Comics）＃8中。
- 比阿特麗斯·科倫（英语：Beatrice Colen） 飾演 艾塔·肯蒂（英语：Etta Candy）（第1季）

菲爾·布蘭肯希將軍的秘書。她在那裡提供漫畫救濟。
- 理查德·伊斯漢姆（英语：Richard Eastham） 飾演 Philip Blankenship將軍（第1季）

他在第二次世界大戰初期曾在戰爭部工作。 1942年，他與下屬史蒂夫·特雷弗（Steve Trevor）上校共同努力，防止納粹分子滲透到美國並威脅國家安全。 Blankenship還與Steve的同事Diana Prince和Etta Candy保持了密切聯繫。 Blankenship從來不知道約曼王子也是神奇女俠。
- 萊爾·瓦戈納（英语：Lyle Waggoner） 飾演 史提夫·崔佛

最初的角色是由威廉·莫爾頓·馬斯頓（William Moulton Marston）和哈里·彼得（Harry G. Peter）創作的，並首次出現在《全明星漫畫》（All-Star Comics）＃8中。關於史提夫·崔佛逝世的細節仍然鮮為人知。眾所周知，史提夫於1977年之前去世。

### 常設
- 黛博拉·溫姬 飾演 德魯西拉（英语：Drusilla (DC Comics)） / 神力女孩

德魯西拉（Drusilla）是亞馬孫女王希波里塔（Hippolyta）的第二個女兒，她與姐姐戴安娜王妃（Diana Princess）在天堂島長大。姐姐離開島嶼後，她迅速成為亞馬遜地區最出色的弓箭手和騎手。當希波呂塔（Hippolyta）感到大女兒該回到島上的時候，德魯西拉（Drusilla）被派往美國敦促她返回。戴安娜不願離開，決定向她的妹妹展示外界對《神力女超人》的需求。作為其中的一部分，她說服德魯西拉假扮戴安娜·普林斯的十幾歲妹妹。在此期間，她陪同布蘭肯尼希將軍出行。他們遭到納粹間諜的攻擊，這些間諜綁架了將軍並將她留在了身後。由於無法聯繫她的姐姐，她決定自己去找間諜，然後變成了“神力女孩”。

## 資料來源
1. 聯合新聞網. . 報時光.   [2024-09-29] （中文（臺灣））.
2. ↑  80年代復古影集《神力女超人》：歷久不衰的正義性感女神 （页面存档备份，存于） 2017.5.26 GQ